# 浜松基地

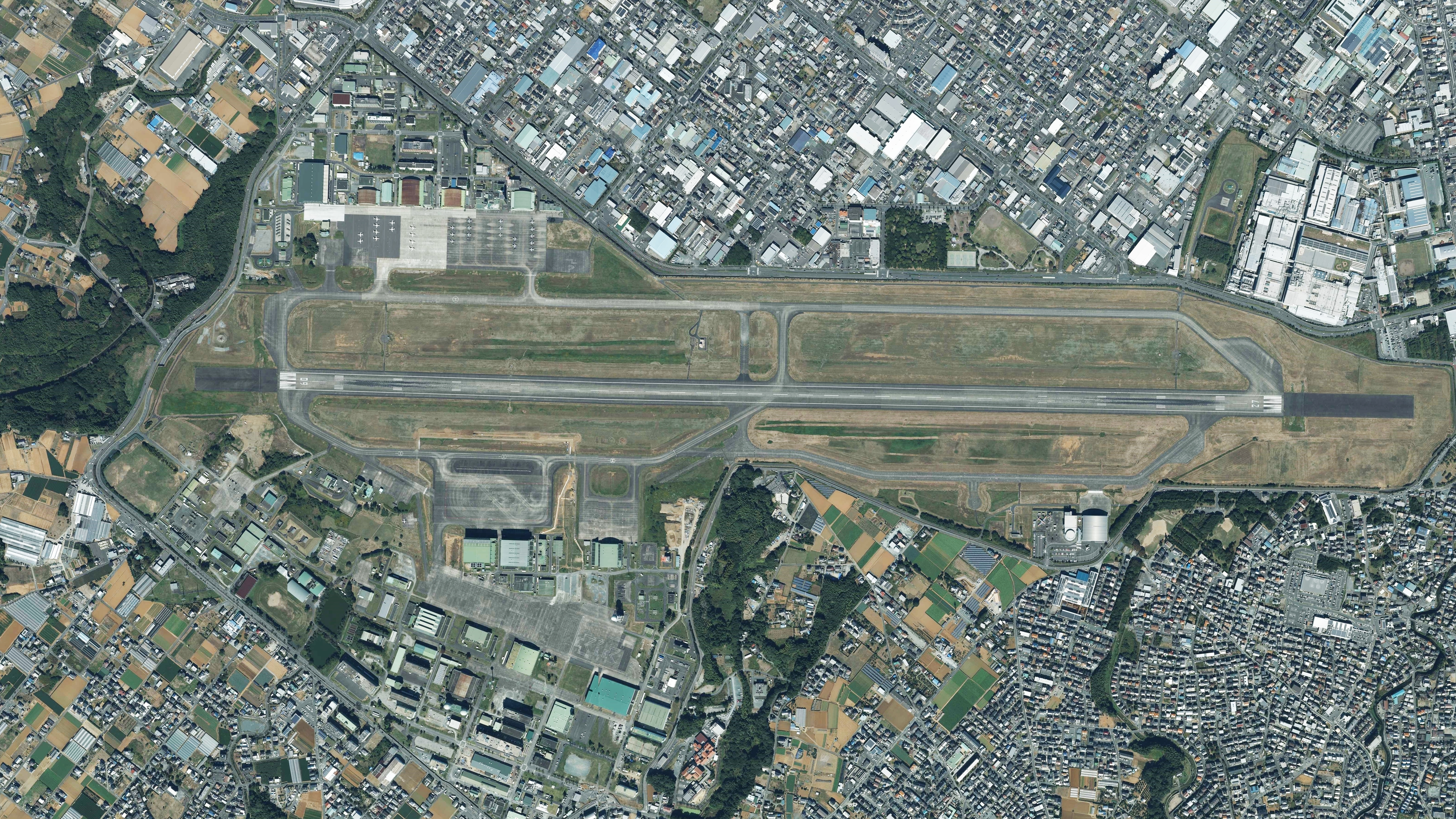
浜松飛行場付近の空中写真（2021年）

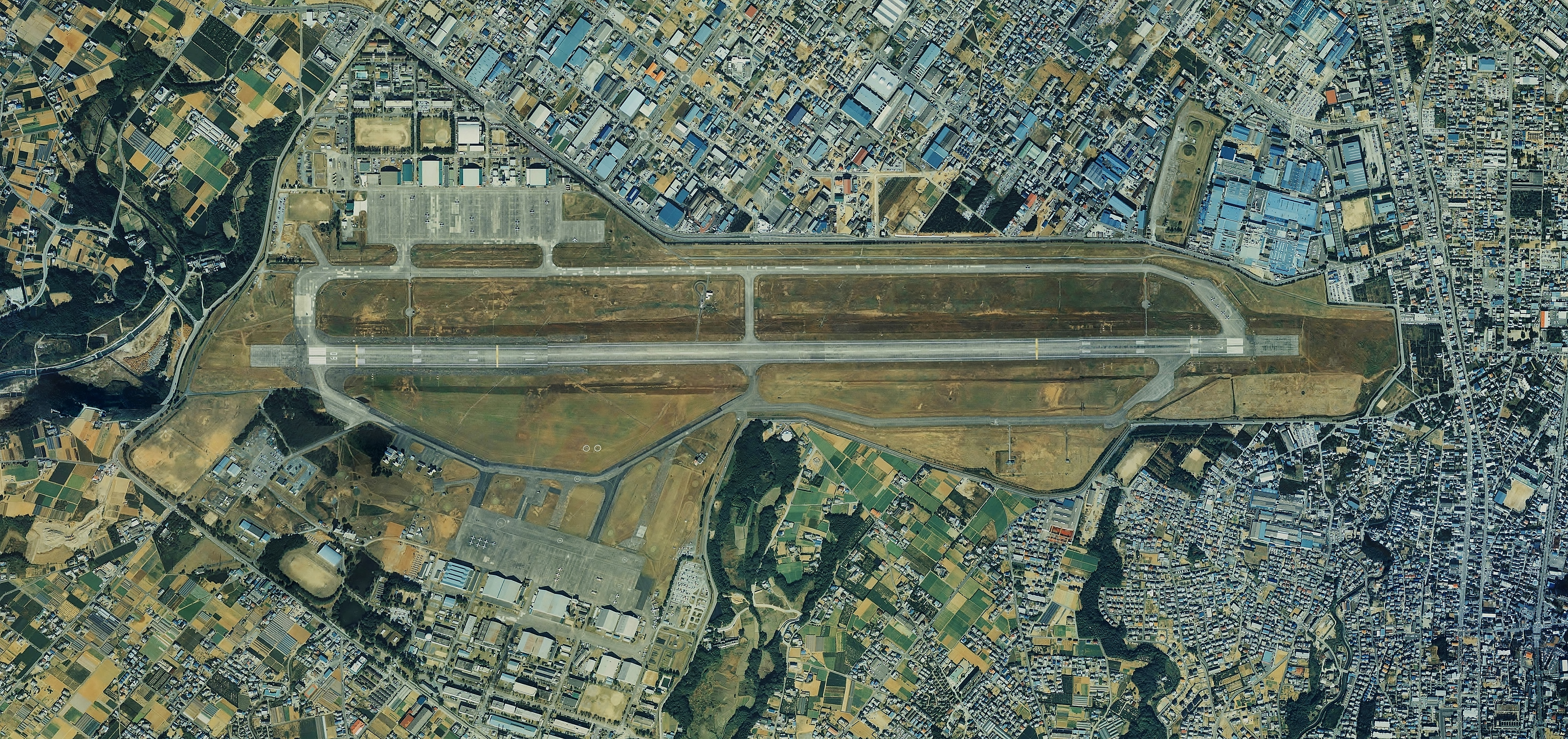
浜松飛行場付近の空中写真。（1988年撮影の8枚を合成作成）

航空自衛隊浜松基地（はままつきち、JASDF Hamamatsu Airbase）は、静岡県浜松市中央区西山町無番地にある航空自衛隊の基地。以前は浜松飛行場を中心に南・北の基地が併設されていたが、現在は統合されて一つの基地になっている。
基地司令は、第1航空団司令が兼務。

## 歴史
日本陸軍

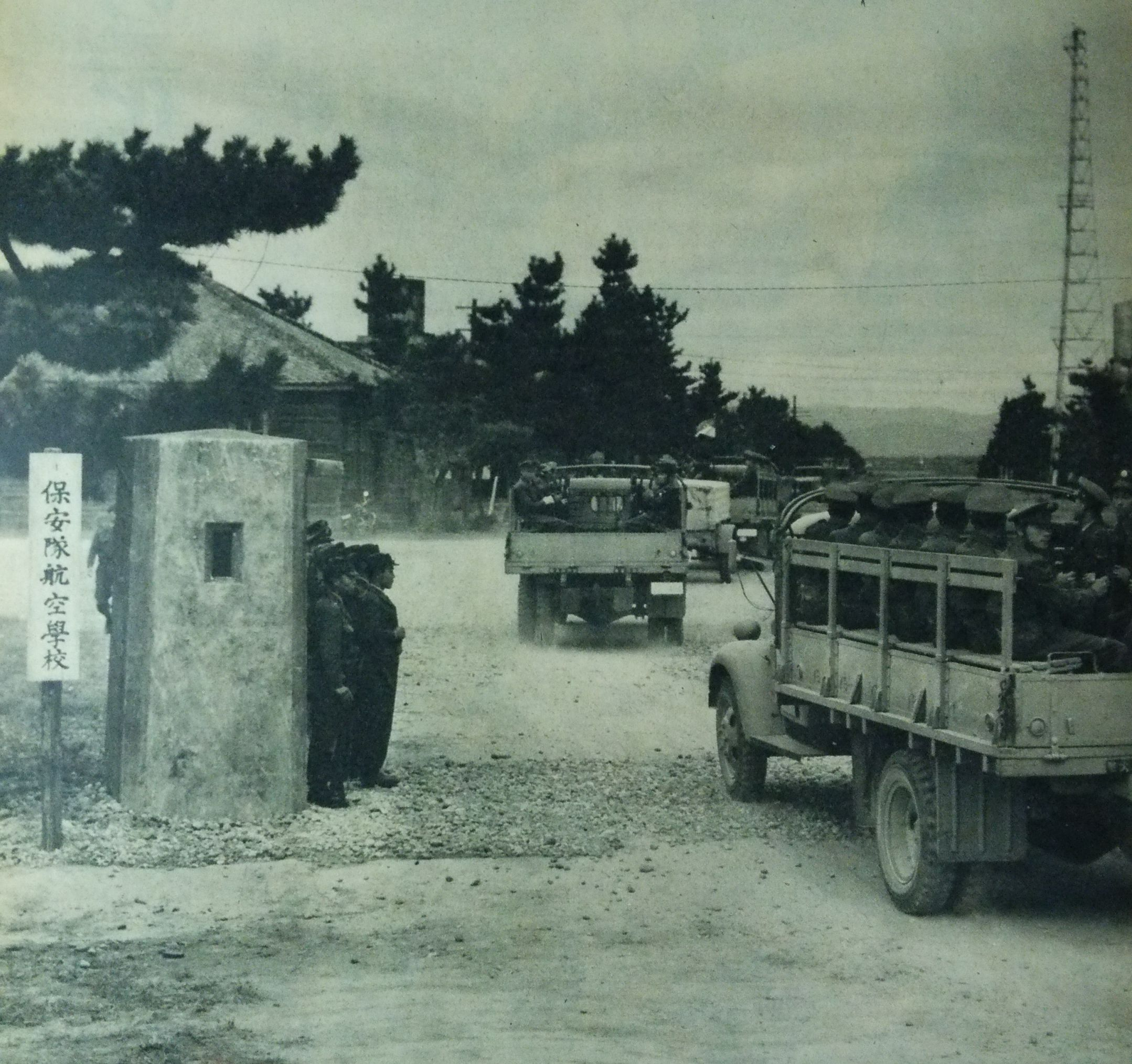
1952年10月、保安隊航空学校設立

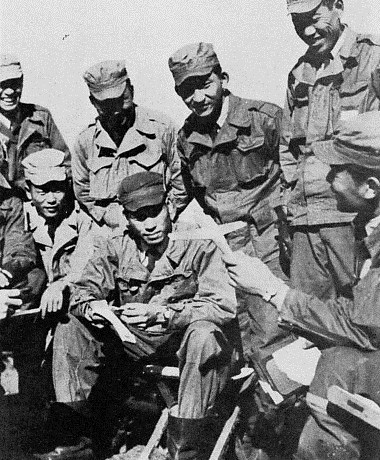
保安隊航空学校の学生（1954年2月）

- 1925年（大正14年）5月1日 - 陸軍飛行第7連隊、東京府北多摩郡立川町（現・立川市）の立川飛行場にて新編。
- 1926年（大正15年）10月 - 飛行第7連隊、静岡県浜名郡曳馬町（現・浜松市中央区）に移駐。
- 1933年（昭和8年）8月1日 - 浜松陸軍飛行学校設立。

アメリカ空軍
- 1945年（昭和20年） - アメリカ空軍不時着飛行場として使用。

保安隊浜松駐屯地
- 1952年（昭和27年）10月15日 - 浜松駐屯地が新設。保安隊航空学校（陸上自衛隊航空学校の前身）が編成。
- 1953年（昭和28年）11月20日 - 独立第81特科大隊（のちの第107特科大隊、第116特科大隊の母体となった部隊。）が針尾駐屯地から浜松駐屯地に移駐。
- 1954年（昭和29年）
  - 1月10日 - 第3管区航空隊が浜松駐屯地で編成。

陸上自衛隊浜松駐屯地
- 1954年（昭和29年）
  - 7月1日 - 陸上自衛隊へ移管[1]。
  - 7月5日 - 航空自衛隊操縦学校編成。
  - 8月1日 - 航空自衛隊幹部学校創設。
  - 9月1日 - 航空自衛隊整備学校、航空自衛隊通信学校編成。
  - 9月10日 - 第3管区航空隊が第3航空隊に称号変更。
  - 9月25日 - 第116特科大隊（M2 90mm高射砲）が浜松駐屯地において編成。
  - 10月1日 - 技術研究所航空機試験場が新設[2]。
  - 10月20日 - 陸上自衛隊第116特科大隊が東千歳駐屯地に移駐。
  - 八尾空港が米軍から返還され、浜松駐屯地から第3管区航空隊が伊丹駐屯地八尾分屯地へ移駐[3]。
- 1955年（昭和30年）
  - 3月1日 - 臨時教材整備隊編成。
  - 7月15日 - 陸上自衛隊航空学校が明野駐屯地に移転（8月30日まで）。
  - 8月1日 - 浜松駐屯地廃止[4]。

航空自衛隊浜松基地
- 1955年（昭和30年）
  - 9月20日 - 浜松基地設置。臨時教材整備隊が教材整備隊に改編。
  - 10月17日 - ジェット機整備員教育開始
  - 11月1日 - 航空自衛隊操縦学校が航空自衛隊第1操縦学校に改編。
  - 12月1日 - 航空団及び実験航空隊編成。
- 1956年（昭和31年）
  - 4月1日 - 航空自衛隊第1操縦学校が小月基地に移動。
  - 10月1日 - 航空団が第1航空団に改称。第2航空団及び第3飛行隊新編。
- 1957年（昭和32年）
  - 1月9日 - 第2航空団所属のF-86F戦闘機2機が訓練中に空中衝突を起こし天竜川河口に墜落、パイロット1名が殉職。
  - 2月1日 - 第1航空団に第5飛行隊新編。
  - 3月31日 -実験航空隊が岐阜基地へ移動。
  - 6月4日 - 第1航空団所属のT-33練習機が離陸時の事故により搭乗員2名が殉職。
  - 6月19日 - 第2航空団所属のF-86F戦闘機1機が夜間訓練中に天竜川南方の海上に墜落、パイロット1名が殉職。
  - 8月1日 - 技術研究所航空機試験場が岐阜基地に移転[2]。
  - 9月2日 - 浜松管制分遣隊、浜松気象分遣隊新編。第2航空団が千歳基地に移動。
- 1958年（昭和33年）
  - 1月16日 - F-86D、4機を初受領。
  - 3月18日 - 臨時救難航空隊編成。
  - 8月1日 - 浜松基地廃止・浜松南北各基地設置。北基地に第1航空団、浜松管制分遣隊、浜松気象分遣隊が移動。
  - 10月1日 - 南基地の臨時救難航空隊を救難航空隊に改編。救難教育隊、救難整備隊が新編。
- 1959年（昭和34年）6月1日

1. 航空自衛隊整備学校が航空自衛隊第1術科学校に改称。
2. 航空自衛隊通信学校が航空自衛隊第2術科学校に改称。
3. 浜松管制分遣隊から浜松管制隊に改称。
4. 浜松気象分遣隊から浜松気象隊に改称。

- 1960年（昭和35年）
  - 3月4日 - 浜松においてブルーインパルスが初の公式展示飛行。
  - 7月1日 - 救難航空群本部が入間基地に移動。
- 1961年（昭和36年）7月1日 - 保安管制気象団新編。
- 1962年（昭和37年）10月1日 - 南基地に術科教育本部設立。
- 1964年（昭和39年）12月28日 - 北基地に飛行教育集団司令部が宇都宮飛行場から移動。
- 1965年（昭和40年）
  - 1月30日 - 第33教育飛行隊が築城基地から移動。
  - 11月20日 - 第2飛行隊廃止・特別飛行研究班を戦技研究班と改称。
- 1969年（昭和44年）1月31日 - 南基地に教導高射隊設立。
- 1970年（昭和45年）8月19日 - 全日空アカシア便ハイジャック事件発生。浜松基地に緊急着陸。
- 1971年（昭和46年）
  - 3月1日 - 救難教育隊が小牧基地に移動。南基地に小牧基地から小牧救難隊が移動し、浜松救難隊に改称。
  - 10月22日 - 浜松救難隊にV-107配備。
- 1972年（昭和47年）2月9日 - 浜松救難隊にMU-2配備。
- 1976年（昭和51年）10月1日 - 南基地に中部航空音楽隊設立。
- 1981年（昭和56年）12月27日 - 戦技研究班が解散（翌年1月12日、松島基地第4航空団第21飛行隊内に「戦技研究班（T-2ブルーインパルス）」が新編）
- 1982年（昭和57年）11月14日 - 航空祭中にブルーインパルス（T-2）が墜落事故。
- 1985年（昭和60年）10月1日 - 第6移動警戒隊編成（南基地）
- 1988年（昭和63年）
  - 9月20日 - T-4初号機受領。T-33AからT-4への機種更新開始。
  - 10月1日 - 臨時T-4教育飛行隊新設。
- 1989年（平成元年）
  - 3月16日

  1. 南・北の基地が統合、「浜松基地」設立。
  2. 飛行教育集団及び術科教育本部が廃止、航空教育集団司令部新編。航空気象群新編。

  - 4月17日 - 教導高射隊にペトリオット初装備。
- 1990年（平成02年）3月31日 - 第32教育飛行隊編成完結。
- 1991年（平成03年）3月26日 - T-33Aラストフライト。
- 1995年（平成  7年）12月3日 - T-2ブルーインパルス､最後の展示飛行を行う。
- 1998年（平成10年）
  - 3月25日 - 早期警戒管制機（E-767）1号機・2号機到着。実用試験隊編成完結。
  - 7月31日 - 教導高射隊を廃止し、高射教導隊が新編。
- 1999年（平成11年）
  - 3月25日 - 警戒航空隊司令部及び第601飛行隊司令部が三沢基地から移動。警戒航空隊隷下に第601飛行隊第2飛行班及び早期警戒管制部隊が新編。
  - 4月4日 - 航空自衛隊浜松広報館開館。
- 2000年（平成12年）
  - 4月 - 警戒航空隊隷下の早期警戒管制機（E-767）の正式運用を開始。
  - 4月13日 - 教材整備隊新庁舎落成。
- 2004年（平成16年）
  - 3月12日 - 航空教育集団司令部新庁舎落成。
  - 3月31日 - 第6移動警戒隊が廃止。
  - 10月3日 - 開催された航空祭に、「航空自衛隊創設50周年」を記念してアメリカ空軍曲技飛行チーム『サンダーバーズ』が飛来。
- 2005年（平成17年）3月31日 - 警戒航空隊隷下の第601飛行隊第2飛行班が飛行警戒管制隊に改編。
- 2008年（平成20年）5月 - 高射教導隊にペトリオットミサイル（PAC-3）の配備を開始[5]。
- 2014年（平成26年）8月1日 - 航空戦術教導団新編に伴い、高射教導隊が航空総隊直轄から同団隷下に編入[6]。
- 2018年（平成30年）10月30日 - 浜松基地合同庁舎落成。
- 2020年（令和02年）3月26日 - 航空自衛隊第2術科学校が航空自衛隊第1術科学校に吸収される形で廃止。警戒航空隊が警戒航空団に改編。
- 2021年（令和03年）10月29日 - 第3輸送航空隊の第41教育飛行隊（T-400）が美保基地から移動し、第1航空団隷下に編入[7][8][9]。

## 所在地・アクセス
- 静岡県浜松市中央区西山町無番地

※遠州鉄道鉄道線曳馬駅から車で約10分
※JR東海道新幹線・東海道線浜松駅北口14番のりばから遠鉄バス［48］和合西山線で「浜松基地」バス停下車すぐ
※東名高速道路浜松西インターチェンジから車で約5分

## 配置部隊
航空教育集団直轄
- 航空教育集団司令部
  - 第1航空団
    - 飛行群
      - 第31教育飛行隊：T-4
      - 第32教育飛行隊：T-4
      - 第41教育飛行隊：T-400

  - 航空自衛隊第1術科学校
  - 教材整備隊

航空総隊直轄
- 警戒航空団
  - 警戒航空団司令部
  - 飛行警戒管制群
    - 第602飛行隊 : E-767

  - 第2整備群
- （航空戦術教導団）
  - 高射教導群
- （航空救難団飛行群）
  - 浜松救難隊 : U-125A、UH-60J

中部航空方面隊隷下
- 中部航空音楽隊

航空支援集団隷下
- （航空保安管制群）浜松管制隊
- （航空気象群）浜松気象隊

防衛大臣直轄
- （航空警務隊）浜松地方警務隊

## 航空祭

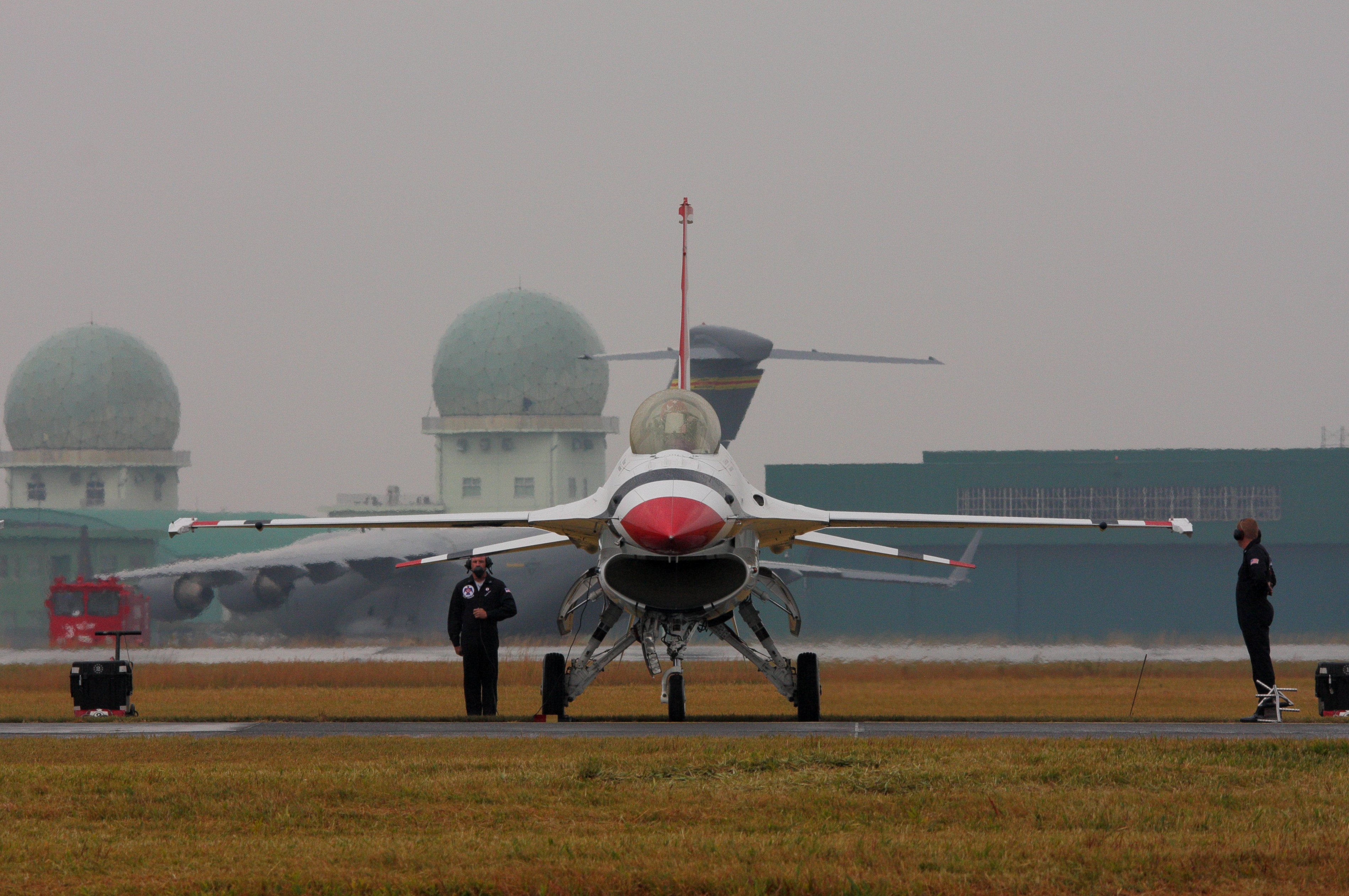
エアフェスタ浜松2009でのサンダーバーズ

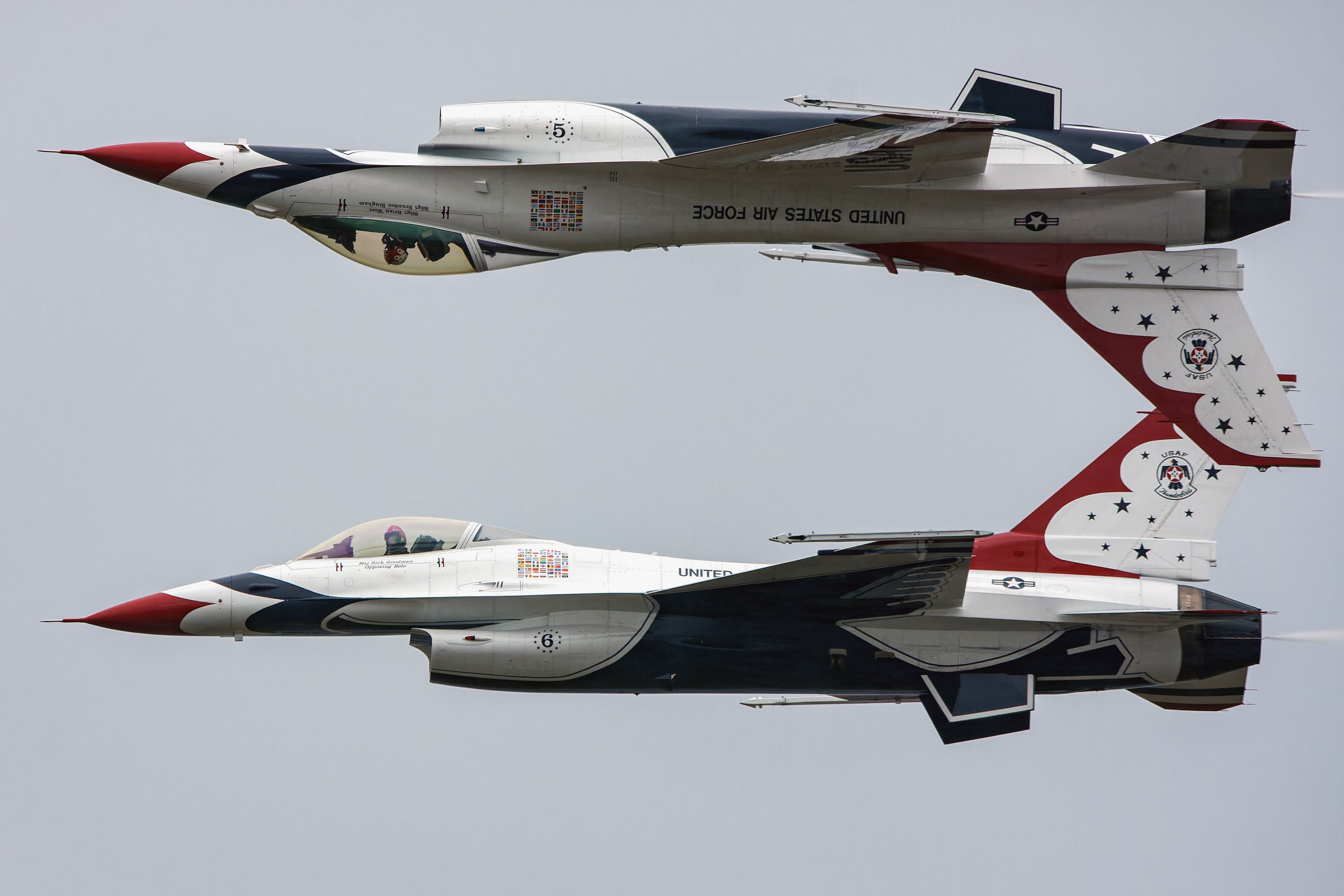
エアフェスタ浜松2009で展示飛行を行うサンダーバーズ

毎年秋に航空祭を実施しており、「エア・フェスタ浜松○○○○」（○には西暦の年号が入る）と称している。ブルーインパルスの展示飛行の他に、航空自衛隊で使用している航空機や陸上自衛隊のヘリコプター、米軍から借用した機体などの展示、各種航空機の展示飛行などのイベントが催される。入場無料。
1982年11月14日の航空祭では「T-2ブルーインパルス」が「下向き空中開花」演技中4番機が墜落、パイロット1名が殉職、周辺住民12名の負傷者を出す事故を起こした。以後浜松基地の航空祭では「宙返り飛行系演技」と「背面飛行系演技」が全面禁止され、「浜松スペシャル」と題した「水平飛行系演技」のみとされた。「T-4ブルーインパルス」に機種改編後も「浜松スペシャル」が続けられていたが、1999年11月14日の航空祭より「宙返り飛行系演技」と「背面飛行系演技」が解禁され、18年ぶりに第一区分の展示飛行を実施した。
夏には「浜松基地納涼祭」（浜松基地 納涼の夕べ）を毎年実施する。当日は南基地の一部を開放し、盆踊り等により地域住民との交流を図っている。入場・参加無料。
2004年10月の航空祭に、アメリカ空軍の曲技飛行チーム「サンダーバーズ」が飛来し展示飛行を行う予定だったが、悪天候で飛ぶ事はなかった。
2009年10月17日に開催された航空祭では、アメリカ空軍の曲技飛行チーム「サンダーバーズ」が展示飛行を行い、約12万人が来場した。
浜松基地の航空祭以外でもブルーインパルスが飛来することがある。これは、宮城県松島基地所属のブルーインパルスが他の基地等へ展開する際や、他の基地等から松島基地に帰投する際に、給油のため浜松基地に立ち寄るためである。その際はブルーインパルスのコンバットブレイクやフォーメーションテイクオフを見ることができる。ただし、浜松基地の天候が悪く、石川県の小松基地を経由して松島基地に帰投した例もある。

## 登場作品

### ドキュメント番組
- 『密着118日!戦闘機パイロットへの道 ウイングマークにかける男たちの闘い』

### 映画
- 『ジェットF104脱出せよ』

ロケ地の1つとして浜松基地で撮影が行われ、劇中に浜松基地が登場する。
『BEST GUY』（1990年12月15日、東映） - 主演・織田裕二
ロケ地の1つとして浜松基地にて撮影が行われ、劇中に浜松基地が登場する。
『今日もわれ大空にあり』
劇中当時浜松基地に在籍していた、ブルーインパルスが撮影協力した。
『首都消失』
浜松救難隊のエプロンで撮影が行われた。

### ドラマ
『空飛ぶ広報室』

## その他
- 所属するほとんどの部隊が隊員への教育を目的とした部隊である。
- 航空自衛隊の滑走路をもつ基地としては珍しく、基地周辺は都市で交通の便も発達しており、いわゆる「遊ぶ場所」が非常に多地。